# Дацерот
Дацерот (њем. Datzeroth) општина је у њемачкој савезној држави Рајна-Палатинат. Једно је од 62 општинска средишта округа Нојвид. Према процјени из 2010. у општини је живјело 243 становника. Посједује регионалну шифру (AGS) 7138010.

## Географски и демографски подаци
Дацерот се налази у савезној држави Рајна-Палатинат у округу Нојвид. Општина се налази на надморској висини од 94 метра. Површина општине износи 8,0 km². У самом мјесту је, према процјени из 2010. године, живјело 243 становника. Просјечна густина становништва износи 30 становника/km².